# Eburodacrys monticola
Eburodacrys monticola es una especie de escarabajo longicornio del género Eburodacrys, tribu Eburiini, subfamilia Cerambycinae. Fue descrita científicamente por Monné & Martins en 1973.

## Descripción
Mide 17,6-22 milímetros de longitud.

## Distribución
Se distribuye por Brasil.